# Africophilus jansei
Africophilus jansei is een keversoort uit de familie waterroofkevers (Dytiscidae). De wetenschappelijke naam van de soort is voor het eerst geldig gepubliceerd in 1957 door Omer-Cooper & Joseph Omer-Cooper.